# Juan Felipe Yriart

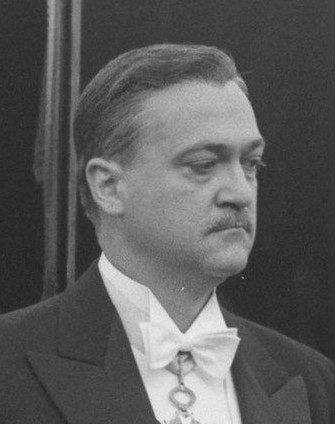
Juan Felipe Yriart (1961)

Juan Felipe Yriart (* 1919 in Montevideo; † 27. Mai 2002 in Washington, D.C., USA) war ein uruguayischer Diplomat.

## Leben
Juan Felipe Yriart studierte Rechtswissenschaft an der Universität Montevideo.
Er trat in den auswärtigen Dienst und wurde in Stockholm sowie Helsinki beschäftigt.
1961 bis 1963 war er Botschafter in Den Haag.
Am 23. September 1963 wurde er zum Botschafter in Washington, D.C. ernannt, wo er am 12. November 1963 von John F. Kennedy akkreditiert wurde und bis 31. Januar 1969 nächst Lyndon B. Johnson akkreditiert war, der ihn am 1. April 1967 zum Barbecue nach Lyndon B. Johnson State Park and Historic Site geladen hatte.
Ab Januar 1969 war er Assistant Director General for Latin America der Ernährungs- und Landwirtschaftsorganisation der Vereinten Nationen.
Von Februar bis April 1982 war er Geschäftsführer des Welternährungsprogramms der Vereinten Nationen. Er war zeitweise Geschäftsführer der Inter-American Development Bank. 
Von 1980 bis Februar 1984 war Yriart Assistent des FAO-Generaldirektors.
Anschließend wurde er in den Ruhestand versetzt.
Von 1984 bis 1993 war Yriart Präsident der Esquel Group, einem Baumwolle-Hemdenhersteller.
Bis Juni 1995 war er Vorsitzender des Aufsichtsrates der Esquel Group.

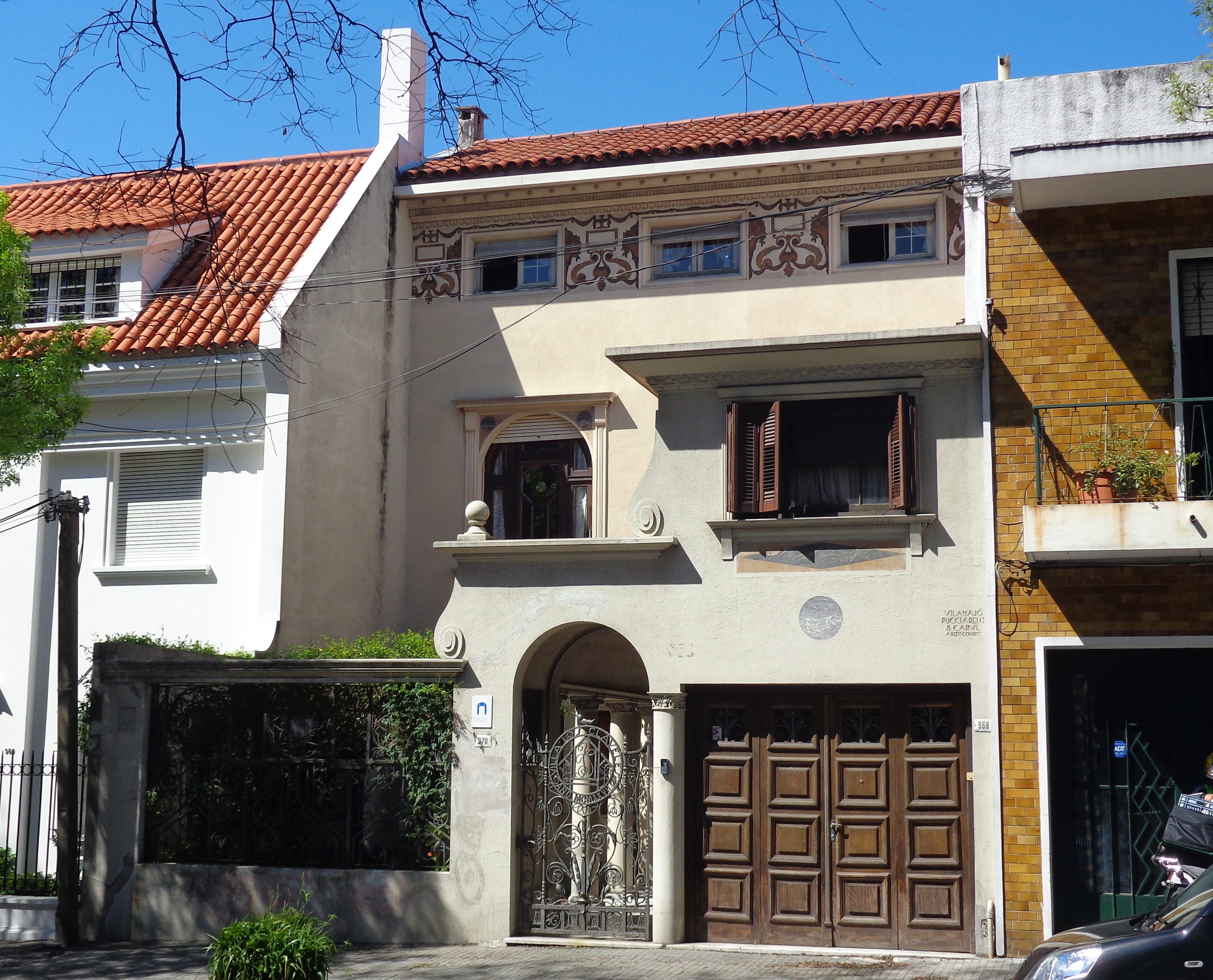
1986 wurde sein Haus in Montevideo zum Kulturdenkmal erklärt.